# Алексеевское (Кировская область)
Алексеевское — опустевшее село в составе Мурашинского района Кировской области. 

## География
Находится на расстоянии примерно 15 километров по прямой на юго-запад от районного центра города Мураши.

## История
Село было известно с 1915 года, когда в нем была открыта Алексеевская церковь. В 1926 году учтено дворов 8 и жителей 16, в 1950 13 и 30, в 1989 8 жителей . До 2021 года входило в Мурашинское сельское поселение Мурашинского района, ныне непосредственно в составе Мурашинского района.

## Население
Постоянное население  составляло не было учтено как в 2002 году, так и в 2010.